# الفيصلية (المفرق)
الفيصلية منطقة سكنية تقع في لواء البادية الشمالية، محافظة المفرق في الأردن. تتبع المنطقة لقضاء صبحا الذي يضم 7 مناطق. يقدر عدد سكانها بـ 931 نسمة حسب إحصاء 2015.

## الوصلات الخارجية
- دائرة الاحصاءات العامة